# ماكس باور (لاعب كرة قدم)
ماكس باور (بالإنجليزية: Max Power)‏ (27 يوليو 1993 في المملكة المتحدة - ) هو لاعب كرة قدم بريطاني في مركز الوسط. لعب مع نادي ترانمير روفرز لكرة القدم ونادي القادسية السعودي.

## وصلات خارجية
- ماكس باور على موقع قاعدة بيانات كرة القدم.إي يو (الإنجليزية)
- ماكس باور على موقع Soccerbase.com (لاعب) (الإنجليزية)
- ماكس باور على موقع Soccerway.com (الإنجليزية)